# Alejandro Arturo García
Alejandro Arturo García Ruiz (n. 21 de febrero de 1992. Hermosillo, Sonora) es un futbolista mexicano que juega como centrocampista para los Potros UAEM del Ascenso MX.

## Trayectoria

### CF Monterrey
Tras formar parte del equipo sub-20 de la escuadra regiomontana, debuta contra Monarcas Morelia en partido válido por el Torneo Apertura de la Liga MX, logrando anotar un gol en dicho partido.

## Clubes
| Club                | País   | Año         |
| ------------------- | ------ | ----------- |
| CF Monterrey        | México | 2013 - 2014 |
| Correcaminos U.A.T. | México | 2014 - 2015 |
| Potros U.A.E.M      | México | 2016 - 2017 |
| FC Juárez           | México | 2017 - 2018 |
| Potros U.A.E.M      | México | 2019 -      |

## Palmarés

### Campeonatos nacionales
| Título                  | Equipo      | Sede   | Torneo            |
| ----------------------- | ----------- | ------ | ----------------- |
| Liga Premier de Ascenso | Potros UAEM | México | Apertura 2015     |
| Liga Premier de Ascenso | Potros UAEM | México | Temporada 2015-16 |